# Campionatele Mondiale de tenis de masă

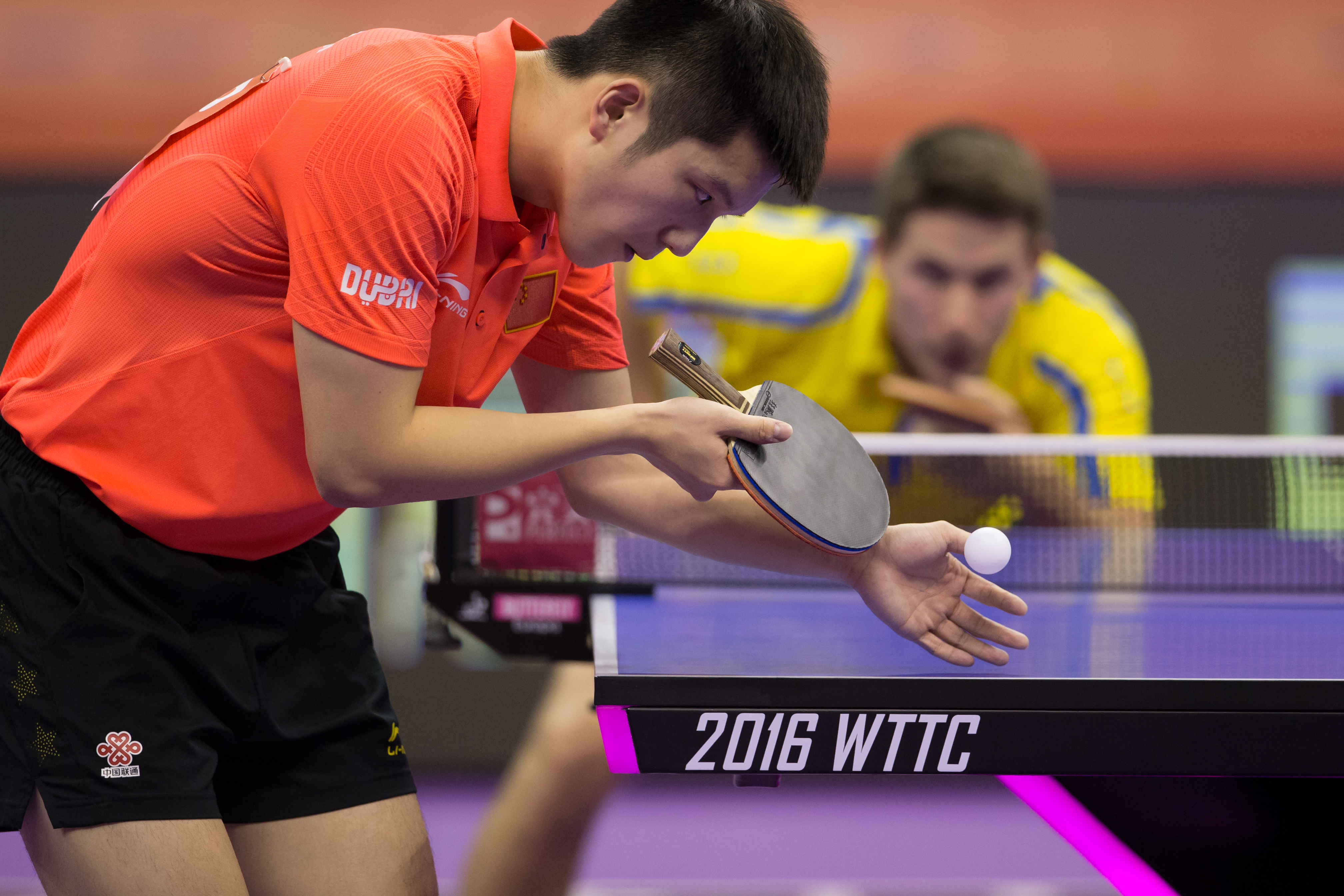
Campionatele Mondiale de tenis de masă din 2016

Campionatele Mondiale de tenis de masă se desfășoară din 1926, și începând din 1957 au fost organizate o dată la doi ani. Cinci probe individuale (simplu masculin, simplu feminin, dublu masculin, dublu feminin și dublu mixt), au loc în prezent în anii impari. Campionatele Mondiale de tenis de masă pe echipe care include echipe masculine și feminine, au propria lor competiție din anul 2000. Campionatele pe echipe au loc în anii pari.
În primele campionate, echipa masculină a Ungariei era forța dominantă, câștigând campionatele de 12 ori. Aceasta a fost urmată de o scurtă perioadă de dominare a Japoniei în anii 1950. Începând cu anii 1960, China a apărut ca noua putere dominantă și, cu excepția perioadei 1989-2000, când Suedia a câștigat de patru ori, China continuă să domine acest sport. Echipa masculină a Chinei deține un record de 20 de titluri de campionat mondial pe echipe.
În anii 1950, echipa feminină a Japoniei era o forță care trebuia luată în calcul, cu un total de 8 titluri. Chinezoaicele au început să preia controlul asupra campionatelor mondiale pe echipe începând cu anii 1970. Au pierdut doar de două ori din 1975. China deține 21 de titluri pe echipe feminine.
Următoarele Campionate Mondiale de tenis de masă vor avea loc în perioada 23-29 noiembrie 2021, cu reguli și regulamente puternice pentru a menține un mediu sigur. Evenimentul are loc pentru prima dată în Statele Unite.

## Campionate
Federația Internațională de Tenis de masă a desfășurat probe individuale și de echipă separat pentru prima dată în 1999 și respectiv 2000. În 2001 a fost ultima dată când individuale și echipele au avut loc împreună. Începând din 2003, probele individuale și de echipă au fost organizate din nou separat și fiecare continuă să aibă loc separat la fiecare doi ani.
| Ediție | An   | Gazdă                     | Probe |
| ------ | ---- | ------------------------- | ----- |
| 1      | 1926 | Londra, Regatul Unit      | 5     |
| 2      | 1928 | Stockholm, Suedia         | 6     |
| 3      | 1929 | Budapesta, Ungaria        | 6     |
| 4      | 1930 | Berlin, Germania          | 6     |
| 5      | 1931 | Budapesta, Ungaria        | 6     |
| 6      | 1932 | Praga, Cehoslovacia       | 6     |
| 7      | 1933 | Baden bei Wien, Austria   | 6     |
| 8      | 1933 | Paris, Franța             | 7     |
| 9      | 1935 | Londra, Regatul Unit      | 7     |
| 10     | 1936 | Praga, Cehoslovacia       | 7     |
| 11     | 1937 | Baden bei Wien, Austria   | 7     |
| 12     | 1938 | Londra, Regatul Unit      | 7     |
| 13     | 1939 | Cairo, Egipt              | 7     |
| 14     | 1947 | Paris, Franța             | 7     |
| 15     | 1948 | Londra, Regatul Unit      | 7     |
| 16     | 1949 | Stockholm, Suedia         | 7     |
| 17     | 1950 | Budapesta, Ungaria        | 7     |
| 18     | 1951 | Viena, Austria            | 7     |
| 19     | 1952 | Mumbai, India             | 7     |
| 20     | 1953 | București, România        | 7     |
| 21     | 1954 | Londra, Regatul Unit      | 7     |
| 22     | 1955 | Utrecht, Țările de Jos    | 7     |
| 23     | 1956 | Tokyo, Japonia            | 7     |
| 24     | 1957 | Stockholm, Suedia         | 7     |
| 25     | 1959 | Dortmund, Germania        | 7     |
| 26     | 1961 | Beijing, China            | 7     |
| 27     | 1963 | Praga, Cehoslovacia       | 7     |
| 28     | 1965 | Ljubljana, Iugoslavia     | 7     |
| 29     | 1967 | Stockholm, Suedia         | 7     |
| 30     | 1969 | München, Germania         | 7     |
| 31     | 1971 | Nagoya, Japonia           | 7     |
| 32     | 1973 | Sarajevo, Iugoslavia      | 7     |
| 33     | 1975 | Kolkata, India            | 7     |
| 34     | 1977 | Birmingham, Regatul Unit  | 7     |
| 35     | 1979 | Pyongyang, Coreea de Nord | 7     |
| 36     | 1981 | Novi Sad, Iugoslavia      | 7     |
| 37     | 1983 | Tokyo, Japonia            | 7     |
| 38     | 1985 | Göteborg, Suedia          | 7     |
| 39     | 1987 | New Delhi, India          | 7     |
| 40     | 1989 | Dortmund, Germania        | 7     |

| Ediție | An   | Gazdă                    | Probe |
| ------ | ---- | ------------------------ | ----- |
| 41     | 1991 | Chiba, Japonia           | 7     |
| 42     | 1993 | Göteborg, Suedia         | 7     |
| 43     | 1995 | Tianjin, China           | 7     |
| 44     | 1997 | Manchester, Regatul Unit | 7     |
| 45     | 1999 | Eindhoven, Țările de Jos | 5     |
| 45     | 2000 | Kuala Lumpur, Malaysia   | 2     |
| 46     | 2001 | Osaka, Japonia           | 7     |
| 47     | 2003 | Paris, Franța            | 5     |
| 47     | 2004 | Doha, Qatar              | 2     |
| 48     | 2005 | Shanghai, China          | 5     |
| 48     | 2006 | Bremen, Germania         | 2     |
| 49     | 2007 | Zagreb, Croația          | 5     |
| 49     | 2008 | Guangzhou, China         | 2     |
| 50     | 2009 | Yokohama, Japonia        | 5     |
| 50     | 2010 | Moscova, Rusia           | 2     |
| 51     | 2011 | Rotterdam, Țările de Jos | 5     |
| 51     | 2012 | Dortmund, Germania       | 2     |
| 52     | 2013 | Paris, Franța            | 5     |
| 52     | 2014 | Tokyo, Japonia           | 2     |
| 53     | 2015 | Suzhou, China            | 5     |
| 53     | 2016 | Kuala Lumpur, Malaysia   | 2     |
| 54     | 2017 | Düsseldorf, Germania     | 5     |
| 54     | 2018 | Halmstad, Suedia         | 2     |
| 55     | 2019 | Budapesta, Ungaria       | 5     |
| -      | 2020 | Busan, Coreea de Sud     | -     |
| 56     | 2021 | Houston, Statele Unite   | 5     |
| 56     | 2022 | Chengdu, China           | 2     |
| 57     | 2023 | Durban, Africa de Sud    | 5     |
| 58     | 2024 | Busan, Coreea de Sud     | 2     |

| Individual și Echipe | Individual | Echipe |
| -------------------- | ---------- | ------ |

## Clasament pe medalii
Actualizat după Campionatul mondial din 2024
| Loc   | Țară              | Aur | Argint | Bronz | Total |
| ----- | ----------------- | --- | ------ | ----- | ----- |
| 1.    | China             | 158 | 105    | 170,5 | 433,5 |
| 2.    | Ungaria           | 68  | 59     | 73,5  | 200,5 |
| 3.    | Japonia           | 48  | 42     | 77    | 167   |
| 4.    | Cehoslovacia      | 28  | 36,5   | 58,5  | 123   |
| 5.    | România           | 17  | 10,5   | 18,5  | 46    |
| 6.    | Suedia            | 15  | 13     | 14,5  | 42,5  |
| 7.    | Anglia            | 14  | 26,5   | 57    | 97,5  |
| 8.    | Statele Unite     | 10  | 3      | 19,5  | 32,5  |
| 9.    | Austria           | 7   | 13,5   | 35    | 55,5  |
| 10.   | Coreea de Sud     | 4,5 | 18     | 44    | 66,5  |
| 11.   | Germania          | 4   | 15,5   | 21,5  | 41    |
| 12.   | Coreea de Nord    | 3,5 | 8      | 12    | 23,5  |
| 13.   | Iugoslavia        | 3   | 11     | 13,5  | 27,5  |
| 14.   | Uniunea Sovietică | 3   | 4      | 7     | 14    |
| 15.   | Franța            | 2   | 3,5    | 20    | 25,5  |
| 16.   | Taipeiul Chinez   | 1   | 3      | 9     | 13    |
| 17.   | Singapore         | 1   | 2      | 5     | 8     |
| 18.   | RFG               | 1   | 2      | 4     | 7     |
| 19.   | Coreea            | 1   | 1      | 3     | 5     |
| 20.   | Scoția            | 1   | 1      | 1,5   | 3,5   |
| 21.   | Polonia           | 0   | 3,5    | 6,5   | 10    |
| 22.   | Hong Kong         | 0   | 2      | 24,5  | 26,5  |
| 23.   | Belgia            | 0   | 2      | 1     | 3     |
| 24.   | Wales             | 0   | 1,5    | 3     | 4,5   |
| 25.   | Belarus           | 0   | 1,5    | 1,5   | 3     |
| 26.   | RDG               | 0   | 1      | 1     | 2     |
| 27.   | Croația           | 0   | 0,5    | 2,5   | 3     |
| 28.   | Luxemburg         | 0   | 0,5    | 1     | 1,5   |
| 29.   | Spania            | 0   | 0,5    | 0     | 0,5   |
| 30.   | Egipt             | 0   | 0      | 2,5   | 2,5   |
| 31.   | India             | 0   | 0      | 2     | 2     |
| 32.   | Grecia            | 0   | 0      | 1,5   | 1,5   |
| 33.   | Danemarca         | 0   | 0      | 1     | 1     |
| 33.   | Italia            | 0   | 0      | 1     | 1     |
| 33.   | Portugalia        | 0   | 0      | 1     | 1     |
| 33.   | Vietnam           | 0   | 0      | 1     | 1     |
| 37.   | Țările de Jos     | 0   |        | 0,5   | 0,5   |
| Total | Total             | 390 | 391    | 716   | 1497  |

## Multiplii medaliați

### Masculin
| Poz | Jucător         | Țară           | De la | Până la | Aur | Argint | Bronz | Total |
| --- | --------------- | -------------- | ----- | ------- | --- | ------ | ----- | ----- |
| 1   | Victor Barna    | Ungaria Anglia | 1929  | 1954    | 22  | 7      | 12    | 41    |
| 2   | Miklós Szabados | Ungaria        | 1929  | 1937    | 15  | 6      | 3     | 24    |
| 3   | Bohumil Váňa    | Cehoslovacia   | 1935  | 1955    | 13  | 10     | 7     | 30    |
| 4   | Ma Long         | China          | 2006  | 2022    | 13  | 1      | 3     | 16    |
| 5   | Ichiro Ogimura  | Japonia        | 1954  | 1965    | 12  | 5      | 3     | 20    |
| 6   | Wang Liqin      | China          | 1997  | 2013    | 11  | 4      | 5     | 20    |
| 7   | Xu Xin          | China          | 2009  | 2019    | 10  | 1      | 2     | 13    |
| 8   | Ivan Andreadis  | Cehoslovacia   | 1947  | 1957    | 9   | 10     | 8     | 27    |
| 9   | Ferenc Sidó     | Ungaria        | 1947  | 1961    | 9   | 9      | 8     | 26    |
| 10  | Ma Lin          | China          | 1999  | 2013    | 9   | 7      | 4     | 20    |
| 11  | Wang Hao        | China          | 2003  | 2014    | 9   | 4      | 3     | 16    |
| 12  | Fan Zhendong    | China          | 2014  | 2024    | 9   | 2      | 2     | 13    |

### Feminin
| Poz | Jucător           | Țară    | De la | Până la | Aur | Argint | Bronz | Total |
| --- | ----------------- | ------- | ----- | ------- | --- | ------ | ----- | ----- |
| 1   | Mária Mednyánszky | Ungaria | 1926  | 1936    | 18  | 6      | 4     | 28    |
| 2   | Angelica Rozeanu  | România | 1937  | 1957    | 17  | 5      | 8     | 30    |
| 3   | Wang Nan          | China   | 1997  | 2008    | 15  | 3      | 2     | 20    |
| 4   | Anna Sipos        | Ungaria | 1929  | 1935    | 11  | 6      | 4     | 21    |
| 5   | Gizella Farkas    | Ungaria | 1947  | 1959    | 10  | 9      | 8     | 27    |
| 6   | Guo Yue           | China   | 2003  | 2013    | 10  | 5      | 2     | 17    |
| 7   | Zhang Yining      | China   | 1999  | 2009    | 10  | 2      | 4     | 16    |
| 8   | Li Xiaoxia        | China   | 2006  | 2016    | 9   | 5      | 2     | 16    |
| 9   | Deng Yaping       | China   | 1989  | 1997    | 9   | 5      | –     | 14    |
| 10  | Ding Ning         | China   | 2009  | 2019    | 8   | 5      | 3     | 16    |
| 11  | Liu Shuwen        | China   | 2009  | 2019    | 8   | 4      | 3     | 15    |